# Avenue d'Italie
Avenue d’Italie è una strada del tredicesimo arrondissement di Parigi, capitale della Francia.
Lunga circa 1300 m, unisce place d'Italie a Porte d'Italie, luogo da cui inizia la Nazionale 7, che collega Parigi alla frontiera con l'Italia (da cui il nome della strada e delle relative piazza e porta).

## Descrizione
L'avenue d'Italie è lungo 1294 m e largo 70. Esso deve il nome alla destinazione cui perveniva il viaggiatore che continuava diritto dalla porta d'Italia: in effetti è a questo indirizzo che inizia la Strada nazionale n. 7, che collega Parigi con la frontiera italiana.
L'avenue d'Italie appartiene al quartiere amministrativo della Maison-Blanche e separa due quartieri molto diversi del XIII arrondissement: il quartiere della Butte-aux-Cailles, prolungato a sud dalle vie che circondano la piazza dell'Abbé-Georges-Hénocque, da una parte, e dall'altra parte il quartiere cinese, collegato dal complesso audiovisivo « Grand Écran Italie » che non esiste ormai più (Place d'Italie).

## Storia
Da lungo tempo semplice strada del comune di Gentilly, il viale non ha effettivamente ampiezza che dopo la costruzione del castello di Fontainebleau, epoca in cui prese il nome di strada di Fontainebleau.
Fino alla metà del XIX secolo sul viale non prospettavano che poche case e qualche osteria. I prezzi erano più bassi che in Parigi, poiché ci si trovava al di fuori delle mura cittadine. Il villaggio della Maison-Blanche, all'altezza dell'omonima stazione del métro, deve il suo nome a quello di un albergo, che si dice fosse appartenuto al padre dello storico Victor Duruy.
L'avenue d'Italie ha avuto il nome attuale il 23 maggio 1863, dopo l'estensione di Parigi decisa dal barone Haussmann nel 1860.
Nel quadro dell'operazione Italie 13 degli anni 1960, basata sull'idea della separazione delle funzioni di Le Corbusier, l'avenue d'Italie sarebbe dovuta diventare una semplice via di transito automobilistico che sarebbe finita sotto la Place d'Italie per raggiungere una radiale prolungata fino alla porta di Aubervilliers. Si può vedere una traccia di questo progetto all'inizio del viale: l'ingresso principale delle torri costruite a quell'epoca è situata a livello di una passerella pedonale che non è mai stata costruita.
Essendo bruscamente cambiata la filosofia urbana di Parigi alla metà degli anni 1970, l'avenue d'Italie ha conservato il suo carattere multifunzionale. Oggi è una strada importante per le automobili e una via vivace e commerciale, anche a tarda notte.
Il viale è stato oggetto, tra il 1996 e il 2000, di un completo rinnovo condotto dall'architetto Pierre Gangnet, in collaborazione con il paesaggista Michel Corajoud e l'illuminotecnico Laurent Fachard. I marciapiedi sono stati imaneggiati ed una doppia fila di alberi è stata piantata su tutta la lunghezza del viale, dando a quest'ultimo un aspetto più omogeneo.

## Luoghi particolari
- Il 25 giugno 1848 fu in una delle osterie del viale, in corrispondenza dell'attuale n. 76, che fu assassinato il generale Bréa. Incaricato di ristabilire l'ordine, Bréa aveva tentato di discutere con gli insorti; questi lo attirarono nel loro campo affermando di voler fraternizzare con la truppa e lo trattennero in ostaggio. Dalla ripresa dell'offensiva ordinata da Louis Eugène Cavaignac, uno degli insorti uccise il generale.
- È a quest'indirizzo che fu costruita due anni dopo una cappella dal nome di Saint-Marcel-de-la-Maison-Blanche, rimpiazzata successivamente dalla chiesa di Sant'Anna della Maison-Blanche, eretta a poca distanza dall'incrocio con le vie Tolbiac e Bobillot.
- La rue Tagore, vicina alla porte d'Italie, costeggia il giardino Joan Miró, nel quale è stato eretto un busto a Rabindranath Tagore, scrittore, poeta e filosofo,  premio Nobel per la letteratura nel 1913.
- Questa via conduce alla rue Gandon, al n. 32 della quale una lapide ricorda che: «Questo fu il posto di comando del colonnello Fabien il 18 agosto 1944, dal quale è stata diretta l'insurrezione popolare parigina che liberò la città dai nazisti e dai traditori
- Sulle recinzioni del giardino del Moulin-de-la-Pointe una lapide e un medaglione, posti nel 2004 in occasione del sessantesimo anniversario della liberazione di Parigi, ricordano che la colonna Dronne fu il primo elemento delle forze francesi della II divisione blindata francese a entrare in Parigi il 24 agosto 1944 e che era costituita prevalentemente da repubblicani spagnoli.
- Al n. 116, una lapide ricorda l'appello del 17 agosto 1944 lanciato dai franchi tiratori e dai partigiani francesi alla vigilia della liberazione di Parigi
- Lo scrittore Günter Grass vi ha abitato tra il 1956 e il 1960[3] al n. 111[4].